# Hersey (Michigan)
Hersey – wieś w Stanach Zjednoczonych, w stanie Michigan, w hrabstwie Osceola.